# تويستد ميتال 3
تويستد ميتال 3 (بالإنجليزية:Twisted Metal III) ، هي لعبة إلكترونية من نوع الصراع على البقاء بين المركبات ، أنتجت من قبل ستوديوز 989 سنة 1998م ، وهي تعد للجزء الثالث من سلسلة تويستد ميتال ، وهي أفضل من الجزء الأول والثاني بسبب تحسن جودة الصورة ، ورسم المركبات والصواريخ بشكل واقعي ، وتعمل على أنظمة بلاي ستيشن.